# Leopold Staff
Leopold Henryk Staff (14. listopad 1878, Lvov - 31. květen 1957, Skarżysko-Kamienna) byl polský básník a překladatel, člen hnutí Mladé Polsko, narozený na území dnešní Ukrajiny (tehdy Rakousko-Uhersko).

## Život
Jeho otec byl cukrář českého původu a Leopold měl dva sourozence. Narodil se v městečku Skarżysko-Kamienna, asi 40 km jihozápadně od Radomi a vystudoval právo a filosofii na univerzitě v rodném Lvově. Po studiu odešel do Krakova, který byl v 90. letech 19. století centrem polského literárního života. Tam také navázal kontakty s představiteli hnutí Mladé Polsko. První světovou válku prožil na Ukrajině a roku 1918 se přestěhoval do Varšavě. V meziválečné době zastával i nějaké funkce, v letech 1934-1939 byl místopředsedou Polské literární akademie a čestným členem PEN klubu. Mnoho překládal z latiny, řečtiny, francouzštiny, italštiny, němčiny (mj. Goetha a Nietzscheho) a z dalších jazyků. Za německé okupace přednášel na zakázané Varšavské univerzitě a po zničení města odešel do Krakova. Od roku 1949 žil opět ve Varšavě.

## Poezie
Staff byl spojen s hnutím Mladé Polsko (Młoda Polska). Publikoval více než 30 svazků básní. Jeho poezie je řazena ke klasicismu či symbolismu a byla silně filozofující, ovlivněná učením Friedricha Nietzscheho i paradoxy křesťanství. V pozdějších fázích tvorby se otevřel i avantgardním experimentům. Polský PEN klub ho několikrát nominoval na Nobelovu cenu.